# Accident ferroviaire de Flaujac
L’accident ferroviaire de Flaujac est une catastrophe s'étant produite le 3 août 1985, près de la gare de Flaujac, sur la commune de Durbans, dans le département français du Lot, sur la ligne de Brive à Capdenac. Deux convois se percutent frontalement sur une voie unique, causant la mort de 35 personnes.

## Déroulement
L'accident a lieu le 3 août 1985, à 15 heures 48. L'autorail n°7924 Rodez-Brive, en provenance d'Assier, et le train Corail n°6153 Paris-Capdenac, qui vient de Gramat sur la ligne Brive - Capdenac - Toulouse, se heurtent frontalement sur la voie unique.
L'autorail aurait dû stationner en gare d'Assier jusqu'à l'arrivée du train de Paris, lequel était en retard ce jour-là. Ayant mal interprété un appel téléphonique du chef de gare de Gramat qui 
ne précisait pas le numéro du train, le chef de gare intérimaire d'Assier a autorisé l'autorail à repartir en direction de Gramat. Ne disposant pas à l'époque de moyens pour contacter directement les conducteurs des deux trains lancés sur la même section à voie unique, il tenta en vain de rejoindre par la route l'autorail.
Le bilan est de 35 morts et 91 blessés.

## Conséquences
La succession de trois accidents ferroviaires meurtriers durant l'été 1985 - (Saint-Pierre-du-Vauvray, Flaujac et Argenton sur Creuse, qui a lieu à la fin du mois d'août) précipite la chute du président de la SNCF, André Chadeau.
L'organisation des secours suscite un débat au Sénat, à la suite d'une question posée par le sénateur du Nord - Arthur Moulin.
Deux ans de prison sont requis contre le chef de gare d'Assier, reconnu coupable de négligence. Son collègue de la gare de Gramat fut également poursuivi pour ne pas avoir respecté la procédure.
L'accident ferroviaire de Flaujac précipite la mise en place du Cantonnement assisté par informatique (CAPI), un système de signalisation en partie automatisé sur les lignes à faible trafic, destiné à pallier les manques du cantonnement téléphonique.
Cet accident sert de cas d'école pour illustrer le non-respect des procédures et de la réglementation applicable aux croisements des trains, par les chefs de gare d'Assier et Gramat qui ne se sont pas compris,.